# 拉皮德城 (南达科他州)
拉皮德城 （Rapid City，夏延語：Haeohé-mahpe）是美國南達科他州西部，是彭寧頓縣縣治。2000年人口59,607人。
1876年建鎮，1883年建市。因拉皮德河而得名。

## 姐妹城市
- 中华人民共和国陽朔縣
- 日本栃木縣日光市
- 德国阿波達